# Adria Arjona
Adria Arjona Torres (San Juan, 25 de abril de 1992) es una actriz puertorriqueña. Es más conocida por sus papeles en las series de televisión True Detective, Person of Interest y Good Omens, en la que interpreta a Anathema Device, basada en el personaje de la novela Buenos presagios, de Neil Gaiman y Terry Pratchett. En 2022 interpretó a Bix Caleen en la serie Andor de Disney+.

## Vida personal
Arjona nació en Puerto Rico, y es la hija mayor del cantautor guatemalteco Ricardo Arjona y de la modelo puertorriqueña Leslie Torres. Tiene un hermano menor, Ricardo Arjona Jr., y un medio hermano menor, Nicolás «Niko» Arjona. Arjona se crio en Ciudad de México, donde residía su familia. A los 12 años se mudó a Miami, y a los 18 a Nueva York. Mientras estudiaba en el prestigioso Instituto de Teatro y Cine Lee Strasberg para convertirse en actriz, trabajaba de anfitriona y mesonera.
El 19 de agosto de 2018, Arjona anunció a través de su cuenta de Instagram su compromiso con su pareja, Edgardo Canales, con el que se casó en 2019.
En 2024 se confirmó que es pareja del también actor Jason Momoa.

## Carrera
En 2012 actuó en el cortometraje llamado Loss.
Su primer trabajo profesional conocido como actriz fue cuando apareció como Suzy Houchen en un episodio de la serie Unforgettable en 2014. 
Ese mismo año apareció como personaje invitado en la cuarta temporada de la serie Person of Interest, en la que dio vida a Dani Silva, hasta 2015. 
También en 2015 apareció en la película española de comedia Little Galicia.
Ese mismo año se unió al elenco recurrente de la segunda temporada de la serie True Detective, en la que interpretó a Emily.
En enero de 2017 se unió al elenco principal de la serie Emerald City, para interpretar a Dorothy Gale, hasta el final de la serie en marzo del mismo año.
En 2019, apareció en el filme de Netflix Triple frontera, en el que dio vida a Yovanna, una infiltrada forzada a participar en el narcotráfico, En esta cinta compartió escenarios con Ben Affleck, Oscar Isaac, Charlie Hunnam, Garrett Hedlund y Pedro Pascal.
Ese mismo año trabajó en la miniserie de comedia Good Omens, de Amazon Studios y BBC Studios, en el papel de Anathema Device. La serie está basada en el libro Buenos presagios, de Neil Gaiman y Terry Pratchett.

## Filmografía

### Cine
| Año  | Título                | Papel             | Notas                                            |
| ---- | --------------------- | ----------------- | ------------------------------------------------ |
| 2012 | Loss                  |                   | Cortometraje                                     |
| 2015 | Little Galicia        | Patricia          |                                                  |
| 2015 | Eos                   | Mujer             | Cortometraje                                     |
| 2016 | Anomalous             | Kate Grant        |                                                  |
| 2016 | The Belko Experiment  | Leandra Flores    |                                                  |
| 2018 | Life of the Party     | Amanda            |                                                  |
| 2018 | Pacific Rim: Uprising | Jules Reyes       |                                                  |
| 2019 | Triple frontera       | Yovanna           |                                                  |
| 2019 | 6 Underground         | Five              |                                                  |
| 2021 | Sweet Girl            | Amanda Cooper     |                                                  |
| 2022 | El padre de la novia  | Sofía Herrera     |                                                  |
| 2022 | Morbius               | Martine Bandcroft | [ 7 ]                                            |
| 2023 | Hitman                | Maddy Masters     | [ 8 ]                                            |
| 2024 | Blink Twice           | Sarah             | También como directora, productora y coescritora |

### Televisión
| Año       | Título             | Papel           | Notas                                  |
| --------- | ------------------ | --------------- | -------------------------------------- |
| 2014      | Unforgettable      | Suzy Houchen    | Episodio: «Cashing Out»                |
| 2014–2015 | Person of Interest | Dani Silva      | 2 episodios                            |
| 2015      | Narcos             | Helena          | Episodio: «The Sword of Simón Bolivar» |
| 2015      | True Detective     | Emily           | 6 episodios                            |
| 2017      | Emerald City       | Dorothy Gale    | 10 episodios                           |
| 2019      | Good Omens         | Anathema Device | 5 episodios                            |
| 2020      | Monsterland        | Mermaid         | Episodio: «Palacios, Texas»            |
| 2022      | Irma Vep           | Laurie          |                                        |
| 2022-2025 | Andor              | Bix Caleen      |                                        |